# Compans-Caffarelli
Pour l’article homonyme, voir Compans-Caffarelli (métro de Toulouse).
Compans-Caffarelli est un quartier de la ville de Toulouse, dans le sud-ouest de la France, en région Occitanie. Situé à l'ouest du centre-ville, il est rattaché au secteur 1 (centre). Il a été construit dans le centre de Toulouse, entre le boulevard Lascrosses et le boulevard de la Marquette, le long du canal du Midi sur l'emprise des anciennes casernes militaires du même nom (en hommage aux généraux Compans et Caffarelli). La construction a démarré dans les années 1980, pour se prolonger jusqu'à aujourd'hui en débordant de l'autre côté des boulevards au sud et au nord du quartier.
C'est un quartier d'affaires à vocation régionale, concentrant plus de 200 000 m2 de bureaux, d'hôtels et de logements. Il est séparé en deux par le jardin Compans-Caffarelli contenant un jardin japonais inscrit au titre des jardins remarquables de France.

## Géographie

### Localisation
Compans-Caffarelli se situe au nord du centre-ville de Toulouse. Le quartier est délimité par les canaux de Brienne au sud, et du Midi au nord, le boulevard Armand Duportal et l'avenue Honoré-Serres. Il est entouré par les quartiers Ponts-Jumeaux au nord, des Minimes au nord-ouest, des Chalets à l'ouest et des Amidonniers au sud.

### Voies de communication et transports
Compans-Caffarelli est bien desservi par le réseau routier et les transports en commun toulousains.
Le quartier est traversé par des grands boulevards, artères principales de Toulouse, parmi lesquelles le boulevard Lascrosses au sud, le boulevard de la Marquette au nord ou encore l'allée de Barcelone. L'accès depuis le périphérique est relativement aisé puisque la sortie no 30 donne directement sur le port de l'Embouchure puis sur le canal de Brienne, au sud du quartier.

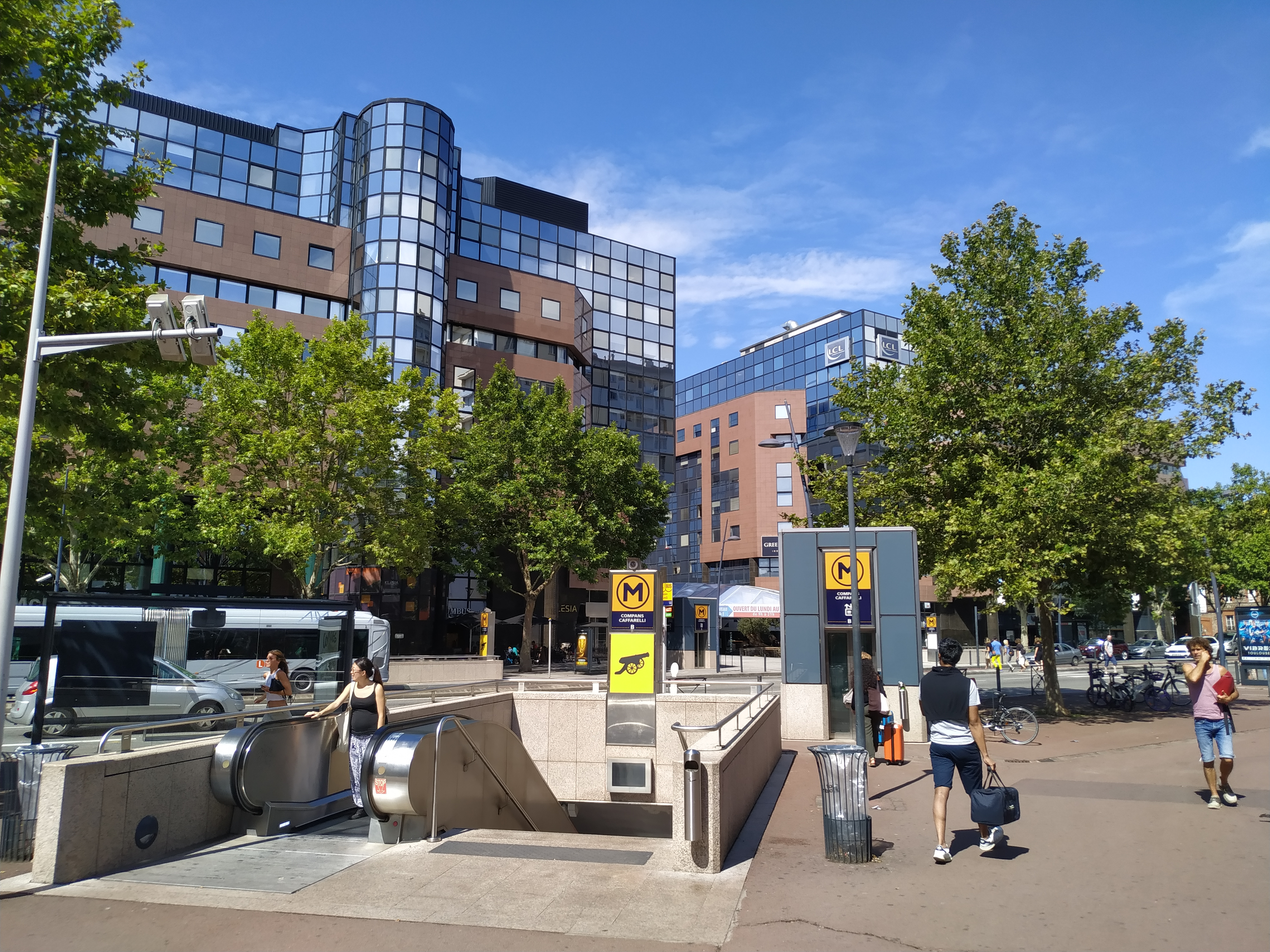
Bouche d'accès à la station de métro Compans-Caffarelli.

Depuis 2007 et la mise en service de la ligne B du métro toulousain, le quartier est desservi par la station Compans-Caffarelli, une des plus fréquentées du réseau. Il est parfaitement intégré au réseau de transport urbain, qui permet de rejoindre rapidement le reste de Toulouse et de l'agglomération. Le secteur est également desservi par la ligne de bus à haut niveau de service Linéo 1, qui traverse Toulouse d'est en ouest via les boulevards. D'autres lignes de bus du réseau Tisséo ainsi que des lignes d'autocars régionales desservent également Compans-Caffarelli.

## Urbanisme

### Morphologie urbaine
Alors qu'à l'est du quartier, du côté du centre-ville, les constructions sont plutôt grandes et le quartier très animé du fait des nombreux commerces et entreprises, la partie ouest est plus calme et résidentielle. La part des constructions sur le territoire est relativement importante, s'établissant à 27 % de la surface du quartier, soit bien au-dessus de la moyenne de la ville rose.

### Logement
En 2016, on comptait 5 613 logements sur le territoire du quartier, en hausse de 6,8 % par rapport à 2011. La très grande majorité de ces logements sont des appartements, les maisons ne représentant que 6 % des habitations. Plus de 9 logements sur 10 sont des résidences principales, contre 6 % de logements vacants et 3 % de résidences secondaires. Les logements HLM représentent 8 % du parc de logements du quartier.
Les trois quarts des résidents sont locataires, contre un quart de propriétaires, les locataires étant sur-représentés à Compans-Caffarelli en comparaison avec la ville de Toulouse.

## Toponymie
Le quartier tire son nom des généraux Jean Dominique Compans et Marie François Auguste de Caffarelli du Falga, dont les emprises des anciennes casernes militaires du même nom se trouvaient sur l'actuel quartier.

## Population et société

### Démographie
En 2016, on dénombrait 7 862 habitants dans le quartier sur 79 hectares, soit une densité de 9 952 hab./km2. La population avait alors augmenté de 2,1 % par rapport à 2011, soit trois fois moins rapidement que dans l'ensemble de la ville de Toulouse.

### Vie culturelle et associative
La vie résidentielle est plutôt calme, l'ensemble de la vie de quartier étant dominée par le rythme des horaires des bureaux. Il y a un contraste avec la place Arnaud Bernard et les Minimes à côté. Toutefois on pourra noter la présence d'une école de musiques vivantes, rue Danielle Casanova. Dans cette même rue, existe un lieu d'expérimentation sociale, politique et artistique nommé "la Chapelle" et animé par l'association l'Atelier Idéal.

## Politique et administration

### Élus
Les personnalités élues dont le mandat est en cours et dont le territoire de Compans-Caffarelli dépend sont les suivantes :
| Élection        | Territoire                                      | Titre                                       | Nom                                  | Tendance politique |  | Début de mandat | Fin de mandat |
| --------------- | ----------------------------------------------- | ------------------------------------------- | ------------------------------------ | ------------------ |  | --------------- | ------------- |
| Municipales     | Quartier 1.2 : Amidonniers - Compans-Caffarelli | Maire de quartier                           | Ghislaine Delmond                    |                    |  | 2020            | 2026          |
| Municipales     | Ville de Toulouse                               | Maire de Toulouse                           | Jean-Luc Moudenc                     | LR                 |  | 2020            | 2026          |
| Législatives    | 1ère circonscription de la Haute-Garonne        | Député                                      | Pierre Cabaré                        | LREM               |  | 2017            | 2022          |
| Départementales | Canton de Toulouse-2                            | Conseillers départementaux de Haute-Garonne | Christine Courade, Jean-Michel Fabre | PS                 |  | 2015            | 2021          |

### Rattachements administratifs et électoraux
Le quartier de Compans-Caffarelli se situe dans la ville de Toulouse, siège de Toulouse Métropole, dans le département de la Haute-Garonne et en région Occitanie. Il fait partie du canton de Toulouse-2 et de la première circonscription de la Haute-Garonne.

## Économie

### Revenus de la population
Les revenus médians de la population du quartier sont supérieurs à la moyenne sur la ville de Toulouse, et le taux de pauvreté y est relativement faible.

### Emploi
En 2016, la population âgée de 15 à 64 ans s'élevait à 4 203 personnes, dont 16 % de chômeurs. 60 % des habitants sont des actifs, 11 % des retraités et 29 % sont étudiants ou hommes et femmes au foyer. Cette dernière catégorie de population est sur-représentée, du fait de l'importance de la population étudiante dans le quartier, liée à la proximité de l'université Toulouse-I-Capitole et de grandes écoles privées.
La majorité des habitants du quartier sont des cadres (37 %), des professions intermédiaires (27 %) et des employés (23 %).

## Équipements et monuments

### Entreprises et commerces
En 2016, le quartier comptait 15 commerces de proximité (supérettes, boulangeries, coiffeurs, etc.).
Compans-Caffarelli étant le principal quartier d'affaires de la ville rose, de nombreuses entreprises s'y trouvent. Des sièges de société telles que EDF et Orange Business Services s'y trouvent notamment, ou encore les studios toulousains de RFM et de Virgin Radio. De nombreux hôtels et bureaux se situent à l'est du quartier, ainsi qu'un centre commercial, un des plus importants du centre-ville.

### Équipements publics

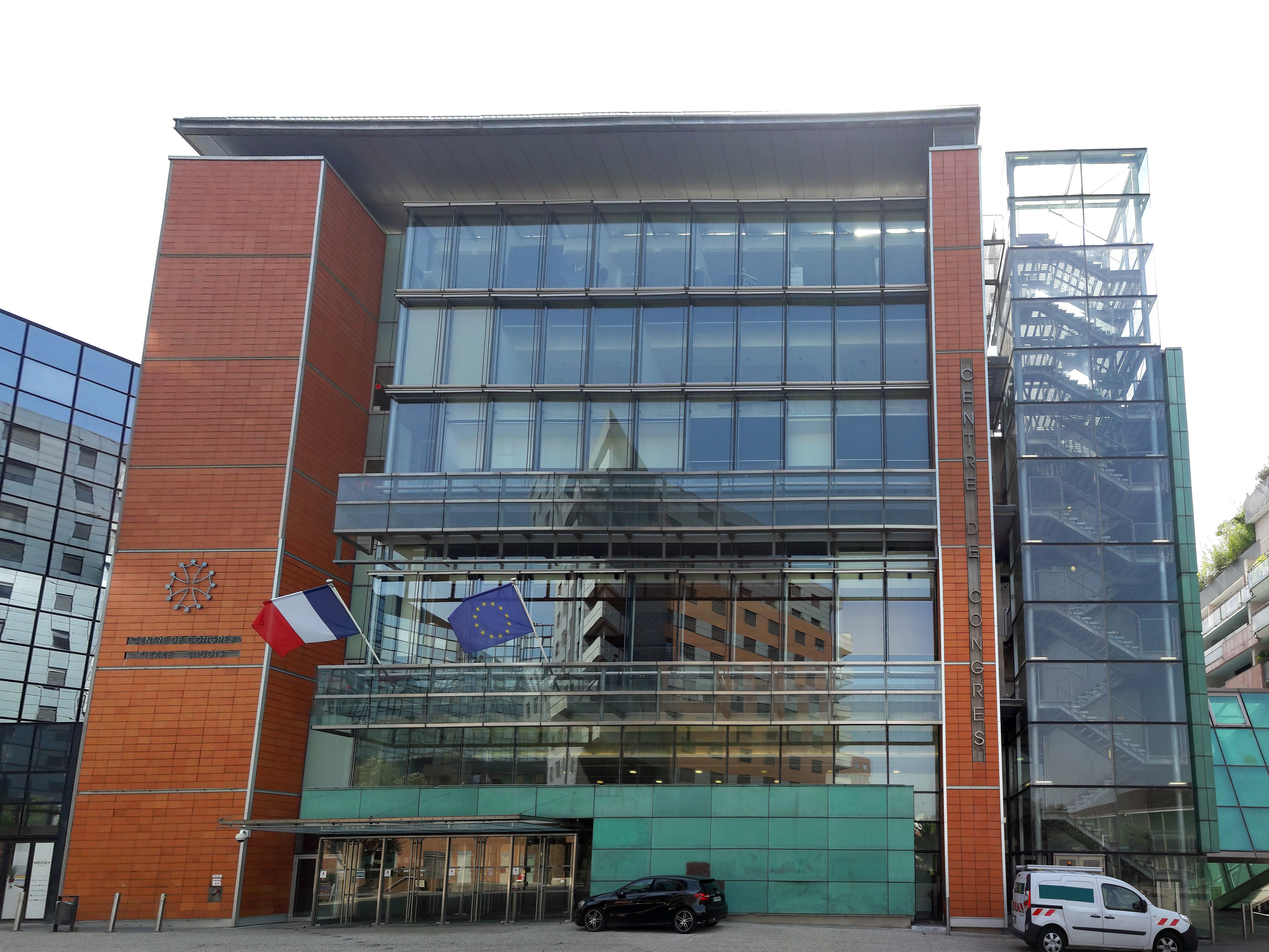
Le centre des congrès Pierre Baudis.

Le quartier comporte un très grand nombre d'administrations et de lieux de décisions, le principal étant le conseil départemental de la Haute-Garonne, situé au niveau du boulevard de la Marquette, au sud des Minimes. Les sièges régionaux d'administrations publiques s'y trouvent également, comme Tisséo Collectivités, l'autorité organisatrice des transports de l'agglomération toulousaine, ou la chambre de métiers et de l'artisanat de la Haute-Garonne.
Le palais des congrès Pierre Baudis accueille de nombreuses manifestations diverses au cœur du quartier.

### Enseignement supérieur
Compans-Caffarelli dispose de plusieurs établissements d'enseignement supérieur privés, notamment des écoles de commerce et d'ingénieurs.
La Toulouse Business School, grande école de commerce, dispense des formations dans le domaine du management. Située au cœur du quartier place Alphonse Jourdain, elle occupe les anciens locaux de Sud Radio. D'autres écoles privées telles que EPITECH, IPSA et ISEG, appartenant au groupe IONIS, sont situées dans l'ancien immeuble Axa.

### Sports

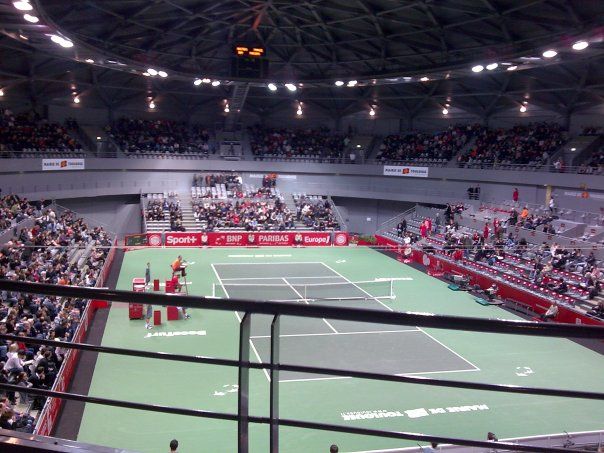
L'intérieur du Palais des sports André-Brouat.

Le palais des sports André-Brouat, disposant de 4 500 à 5 000 places, est une salle multi-sports propriété de Toulouse Métropole. Le bâtiment dispose notamment d'un toit végétalisé. Le petit palais des sports (2 000 places) est également situé à Compans-Caffarelli.
L'ancien palais des sports de Toulouse construit en 1983 n'a pas survécu à l'explosion d'AZF le 21 septembre 2001. Il a été rasé pour reconstruire un nouveau palais sur le même emplacement.

### Lieux culturels et monuments
Le jardin Compans-Caffarelli, jardin public situé sur 10 hectares du quartier, est un des principaux espaces verts du centre-ville de Toulouse. En son sein se trouve également le jardin japonais, classé jardin remarquable.

Jardin Compans-Caffarelli et jardin japonais.
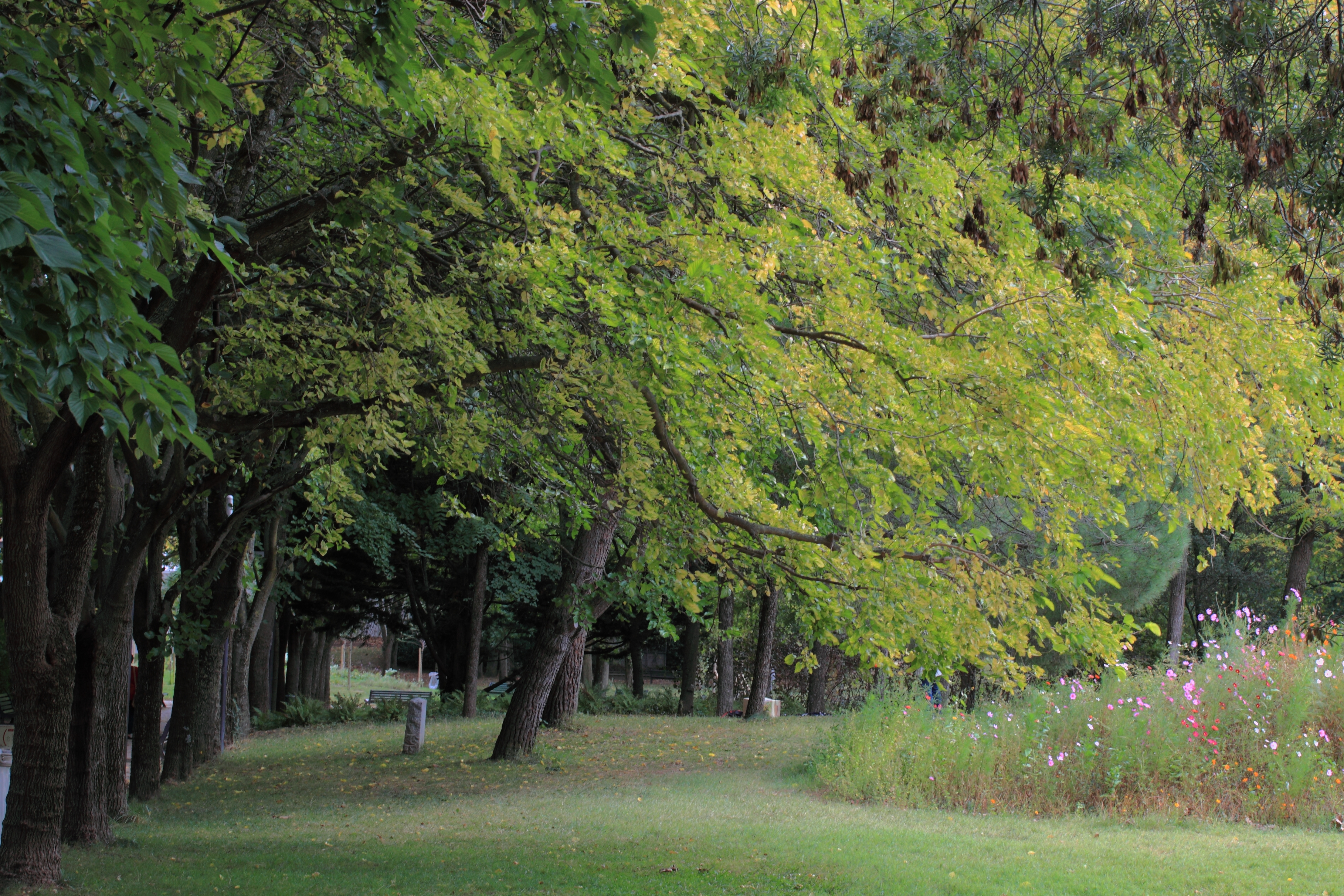
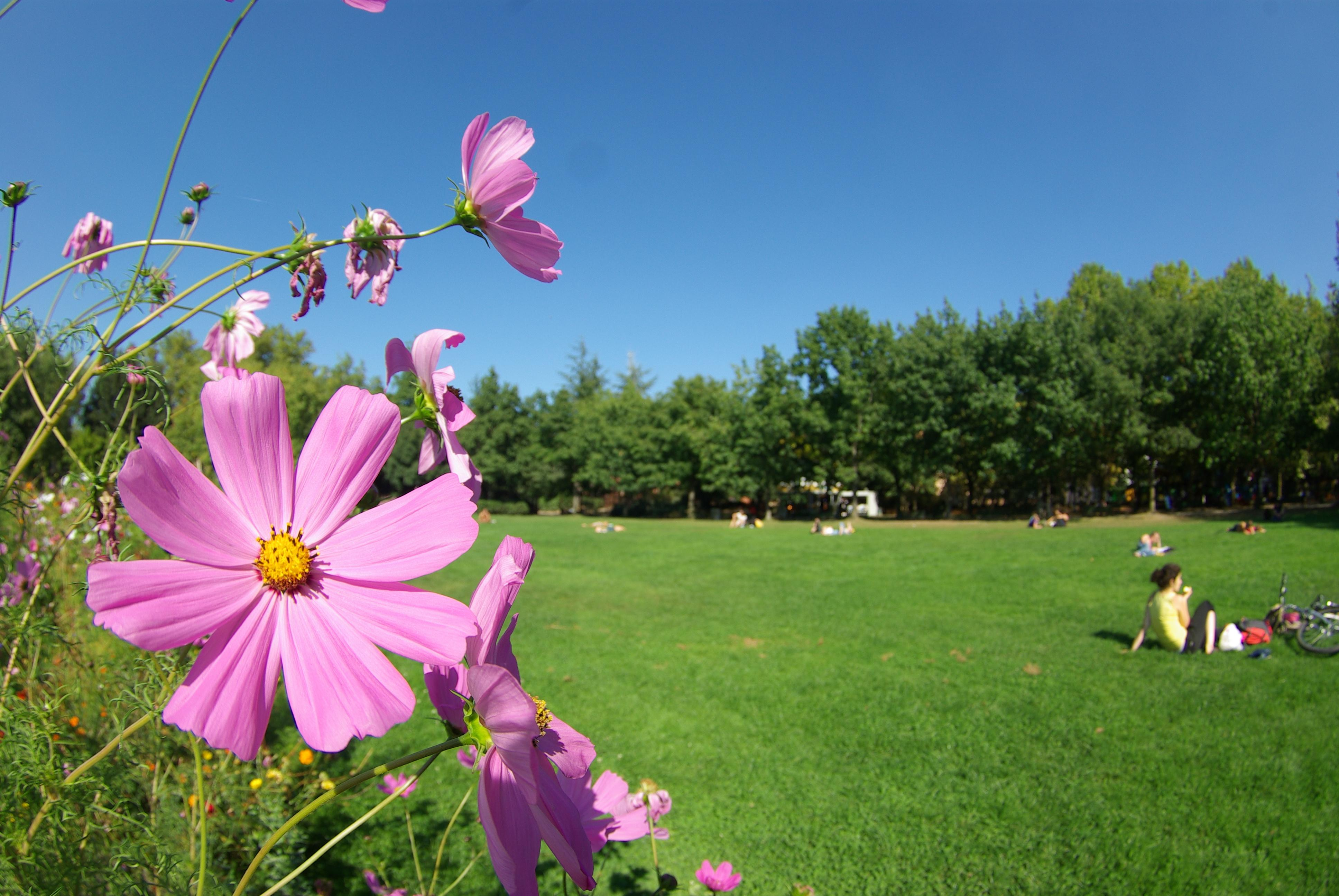
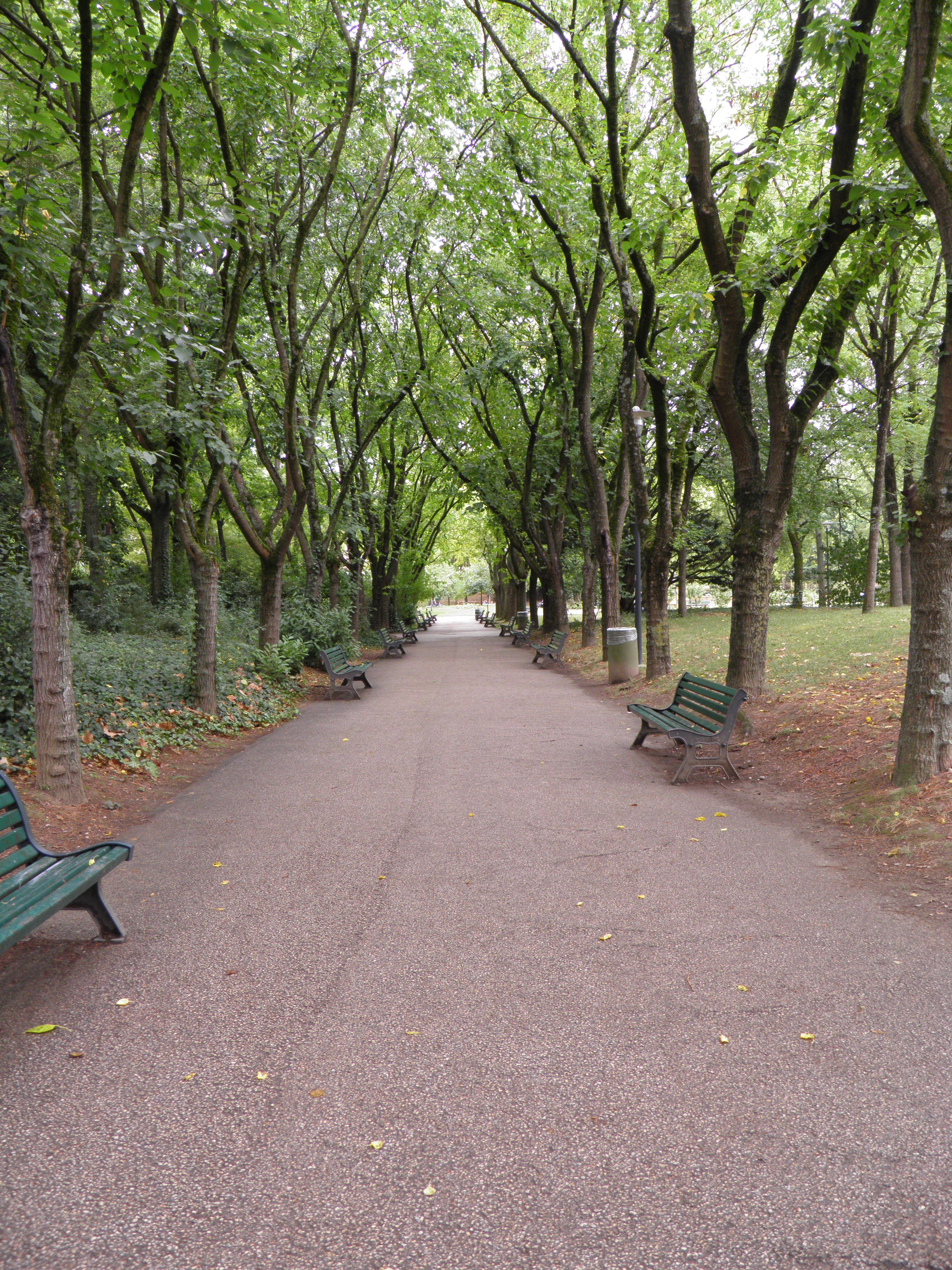
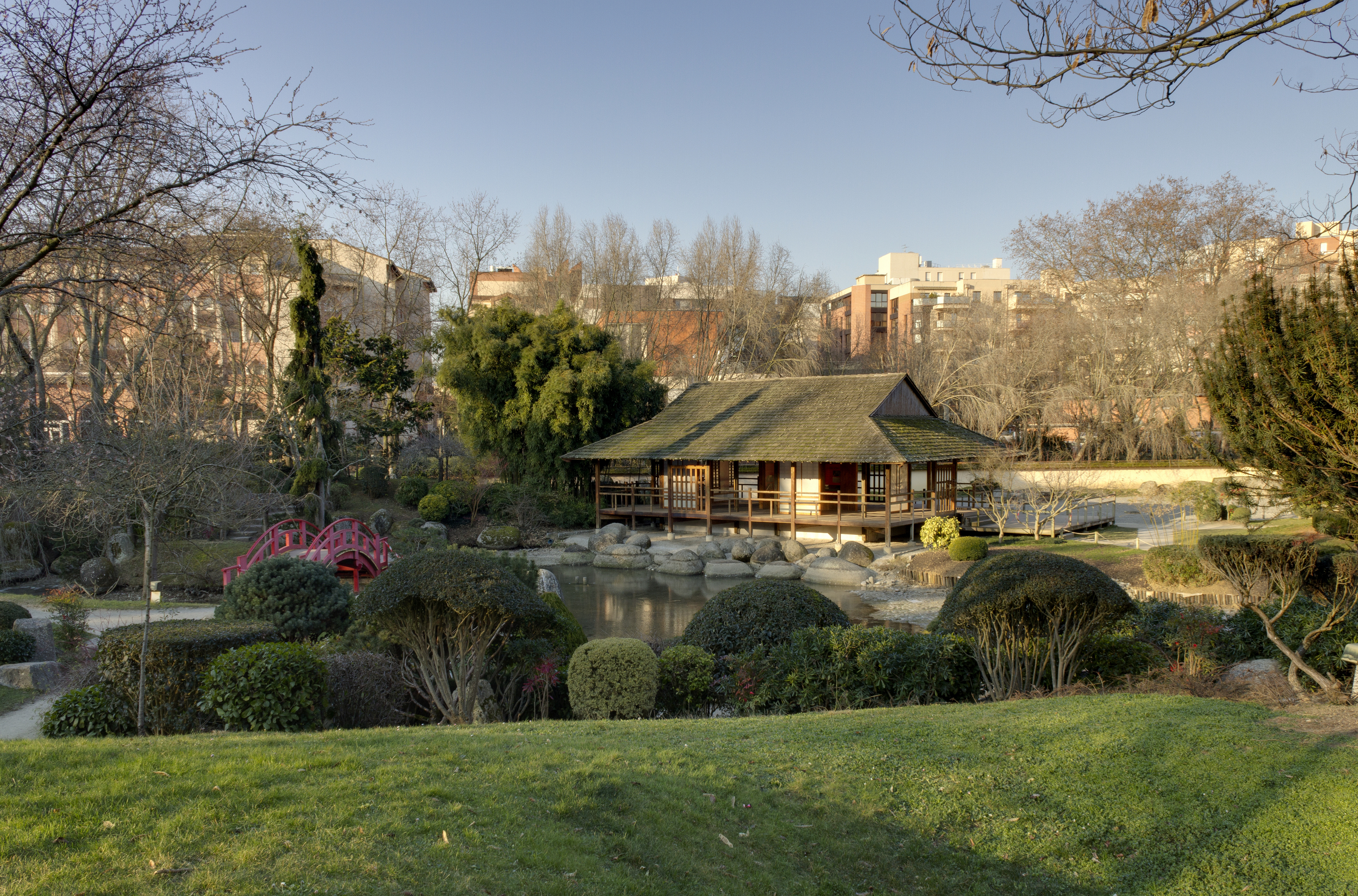
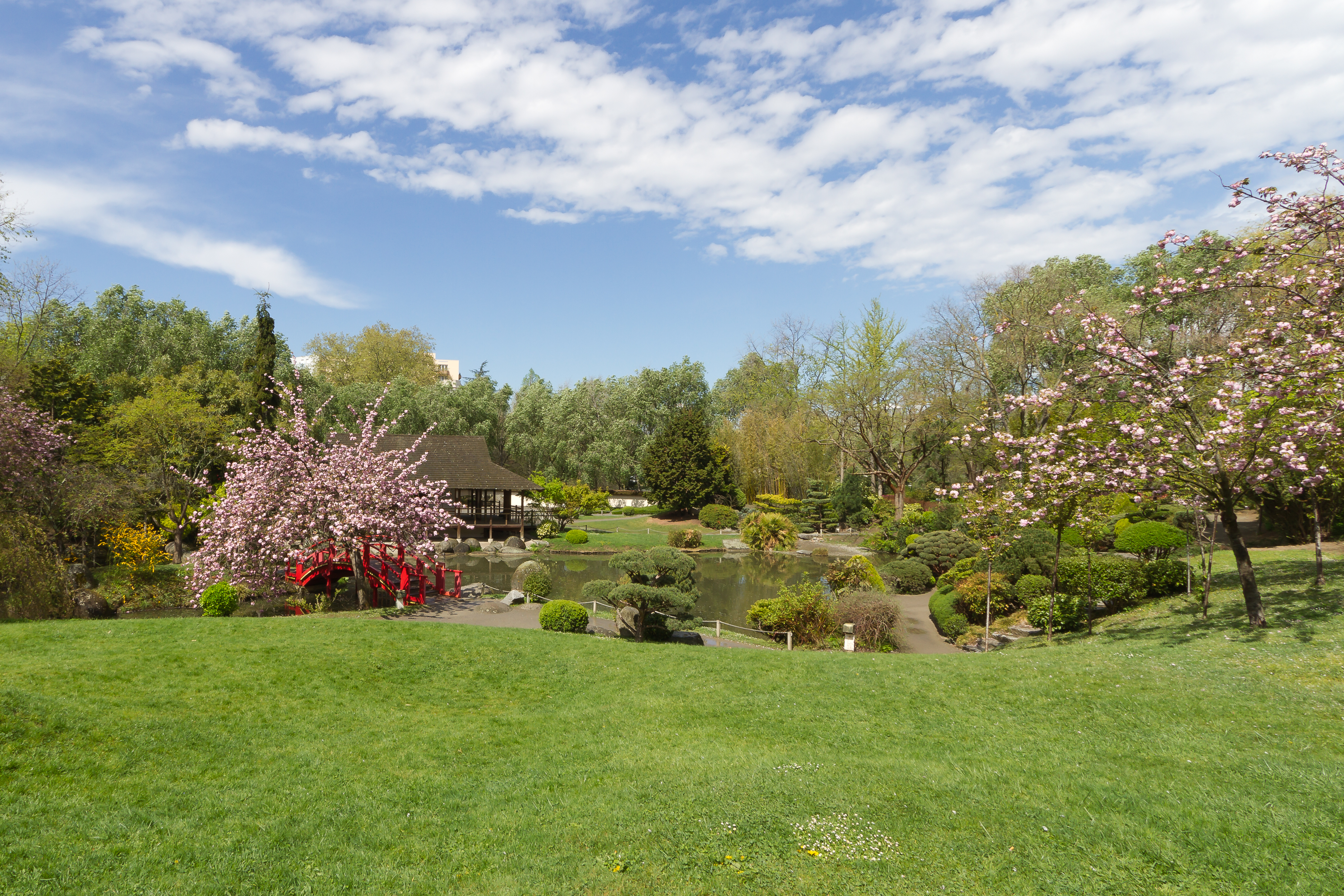

La Chapelle, un lieu d'expérimentation sociale, politique et artistique, et à l'origine un squat, se trouve dans le quartier.